# Kulturteknik (sløjd)
 For alternative betydninger, se Kulturteknik. (Se også artikler, som begynder med Kulturteknik)
Kulturteknikker fra historiske perioder omfatter metoder til fremstilling af historiske genstande og brugen af værktøj, der ikke længere er i almindelig brug hos håndværkere.
Kulturteknikker indgår i sløjdundervisningen, enten som selvstændigt forløb eller i samarbejde med andre skolefag, og omfatter fremstillingen af genstande fra f.eks. vikingetid og middelalder: benkamme, vikingesko, gabestok, åg.
I et vist omfang bruges værktøj, der hører den historiske tid til, gamle boremaskiner samt båndknive og snittebænke.
Hvis de kulturprodukter, der fremstilles, kommer fra andre etnografiske områder end Danmark, kalder vi dem etnografika, og der kan da også være tale om samtidige produkter. Et eksempel er afrikanske skamler, hvor modellen er afrikansk, og hvor den afrikanske gæstelærer viser den særlige kulturteknik at brænde træet i enderne i stedet for behandling med olie, maling el.lign., og huller gennem træet (bl.a. til skamlens ben) bores ikke, men brændes med glødende jernstænger fra bålet.